# Hans Jähde
Hans Siegfried Jähde (* 15. Dezember 1922 in Cottbus; † 19. September 1983 in Garbsen) war ein deutscher Politiker (NPD) und Mitglied des Niedersächsischen Landtages.
Jähde besuchte die Volksschule und eine Oberschule für Jungen und legte im Jahr 1941 die Reifeprüfung ab. Danach leistete er Reichsarbeitsdienst und ging anschließend als Kriegsfreiwilliger zur Wehrmacht. Schwerkriegsbeschädigt wurde er im Juni 1942 aus dem Kriegsdienst entlassen. Er nahm zum Wintersemester 1942 ein juristisches Studium an der Universität Berlin und der Universität Posen auf. Nach Ende des Zweiten Weltkrieges arbeitete er als Verkaufsleiter. Im Jahr 1965 wurde er Referent im Deutschen Gewerbeverband.
Jähde war vom 6. Juni 1967 bis 20. Juni 1970 Mitglied des Niedersächsischen Landtages (6. Wahlperiode), zunächst für die NPD-Fraktion (bis 21. März 1970), danach war er fraktionslos.
Hans Jähde war seit dem 2. Juni 1959 mit Elisabeth Rosina geb. Novotny verheiratet. Die Eheschließung fand in Hannover statt. Hans Jähde starb am 19. September 1983 um 04:00 Uhr in seiner Wohnung im Sommerweg 2 in Garbsen im Alter von 60 Jahren. Er war evangelisch-lutherischer Konfession.